# كندة شين (كاني سور)
کندة شین (بالفارسية: کنده شین) هي قرية تقع في إيران في قسم کاني سور الريفي.